# Agrinion
Agrinio(n) (Grieks: Αγρίνιο[ν]) is de naam van een Griekse stad (106.053 inwoners) in de nomos Etoloakarnania.
Agrinion is een belangrijk handelscentrum voor landbouwproducten (katoen, graan, tabak, olijven …), gelegen aan de hoofdweg van Patras naar Ioannina. 

## Geschiedenis
Het oude Agrinion, waarvan enkele muren en funderingen zijn opgegraven, lag 3 kilometer ten noordwesten van de huidige stad. Volgens de mythologie werd de oude stad (gelegen in het gebied van Megali Chora) rond 1600-1100 voor Christus gebouwd door koning Agrios, de zoon van Portheus en een achterkleinzoon van Aetolos (koning van Plevron en Calydon). In de middeleeuwen onder het Ottomaanse rijk tot 1832, toen de monarchie in Griekenland werd opgericht, stond de stad bekend als Vrachori (Βραχώρι). In de jaren na het Congres van Londen in 1832  maakte Agrinio een belangrijke groei en ontwikkeling door, vooral aan het einde van de 19e eeuw en het begin van de 20e. Na de Grieks-Turkse Oorlog en de ramp in Klein-Azië kwamen veel vluchtelingen uit Klein-Azië (west-Turkije) naar de stad en vestigden zich in het district Agios Konstantinos. In dezelfde periode was er een belangrijke binnenlandse immigratie naar Agrinio uit de hele regio Etoloakarnania, samen met immigratie uit de gebieden Epirus en Eurytanië. Na de Tweede Wereldoorlog werd de groei gestimuleerd door de bouw van twee grote waterkrachtcentrales in Kremasta en Kastraki, in het noorden van de stad. 
De huidige stad, die overigens weinig bezienswaardigheden bezit, werd na een aardbeving in 1887 volledig heropgebouwd. Op 10 april 2007 werd de stad getroffen door verschillende aardbevingen van 5,0 en 5,7 op de schaal van Richter, met hun epicentrum in het nabijgelegen Trichonismeer in het zuidoosten van de stad. Er werd mineure schade gemeld en er waren geen slachtoffers.
De tabaksplantages in en om Agrinio waren een belangrijke leverancier van het sigarettenmerk Papastratos, opgericht door Evangelos Papastratos en zijn broers. Zowel het Papastratio archeologisch museum, de Papastratio middelbare school als de hoofdstraat zijn naar hem vernoemd.  
Ca. 12 km noordwestelijk aan de weg naar Amfilochia liggen de overblijfselen van het antieke Stratos, ooit de hoofdstad van Acarnania, die in de Hellenistische tijd een zekere bloei beleefde.

## Stadswapen
Het officiële wapen van de stad bevat een karakteristiek moment uit de oude Griekse mythologie. Meer specifiek toont het wapen Herakles die vecht tegen de riviergod Acheloüs (de rivier Acheloös stroomt door Agrinio). Volgens de mythe vocht Hercules tegen de riviergod omwille van Deianeira, de prinses van Calydon, die beiden tot vrouw wilden. Ondanks de transformaties van Acheloüs slaagde Herakles erin de strijd te winnen en trouwde hij met de prinses. Volgens Strabo symboliseert de mythe de strijd van de oude Aetoliërs om de macht van de rivier te beheersen met dijken, waardoor de rivier tot haar bedding werd beperkt en zo het gebied grote stukken land kreeg voor cultuur. 

## Plaatsen
De gemeente (dimos) Agrinio bestaat vanaf 2011 uit tien deelgemeenten
(dimotiki enotita) volgens onderstaande tabel.
| Gemeentelijke eenheid | Griekse naam |
| --------------------- | ------------ |
| Agrinio               | Αγρίνιο      |
| Angelokastro          | Αγγελόκαστρο |
| Arakynthos            | Αράκυνθος    |
| Makryneia             | Μακρυνεία    |
| Neapoli               | Νεάπολη      |
| Panaitoliko           | Παναιτωλικό  |
| Parakampylia          | Παρακαμπύλια |
| Paravola              | Παραβόλα     |
| Stratos               | Στράτος      |
| Thestieis             | Θεστιείς     |